# 우아이나 카팍

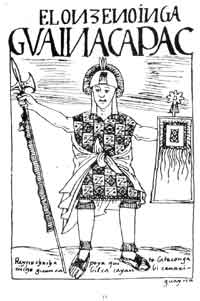
우아이나 카팍

우아이나 카팍(스페인어: Huayna Capac, 1493년 ~ 1527년)은 잉카 제국의 세 번째 사파 잉카이자, 하난 왕조에서 배출한 여섯 번째 왕이다. 다른 사파 잉카들과 같이 그의 이름에는 긴 수식어가 붙어있는데, 그의 정식 이름은 '우아이나 카팍 잉카 사팔라 투쿠이 라크타 우야'로, 한국어 뜻으로 해석하면 '위대한 지배자 우아이나 카팍, 모든 자의 의견을 듣는 자'이다. 황제의 자리에 오르기 전의 이름은 '티투 쿠스 왈파'였다. 투팍 잉카 유팡키의 뒤를 이어 잉카 제국을 다스렸다. 잉카 제국의 최전성기를 이끈 황제이기도 하다.

## 가족 관계
우아이나 카팍이 어디에서 태어났는지는 명확하지 않다. 다만 그가 쿠스코에서 자랐다는 점과, 1468년에 쿠엥카 부근에서 태어나 그 곳에서 유년기를 보냈다는 설은 내려온다. 그는 잉카 제국을 대대적으로 확장한 그의 아버지 투팍 유팡키의 뒤를 이어 제국의 영토를 크게 넓혔다.
우아이나 카팍의 첫 번째 아내는 그의 이복누이였던 쿠시 르메이였다. 그 둘 사이에서는 아들이 태어나지 못했지만, 우아이나 카팍은 다른 여자들 사이에 50명의 넘는 아들들과 200명이 넘는 자손들을 두었다. 나중에 우아이나 카팍은 그의 또다른 이복누이인 라와 오클로와 결혼하여 나중에 황제로 즉위하는 우아스카르를 낳게 된다.
그가 낳은 또다른 아들들에는 황제에 즉위하는 아타우알파, 투팍 왈파, 망코 잉카, 파울루 잉카 등이 있다. 나중에 이들 중 몇몇은 스페인인들에 의해 각자 명목상의 사파 잉카에 오른다.
그는 쿠시 르메이와 라와 오클로 외에도 오시카, 라리, 아나왈케, 콘타와추 등 50명이 넘는 아내들을 두었다.

## 통치
우아이나 카팍은 잉카 제국의 영역을 남쪽으로 넓혀 현재의 칠레와 아르헨티나까지 진출했다. 또한 제국의 국경을 북쪽으로도 크게 넓혀, 현재의 에콰도르와 남부 콜롬비아까지 국경선을 확장하였다. 특히 현재의 에콰도르, 당시에는 키토 왕국이었는데, 우아이나 카팍은 키토 왕국의 여왕과 결혼을 통하여 오랜 세월에 걸쳐온 왕국과의 불화를 끝내고 결국 잉카 제국의 보호 아래에 두는 방식으로 국력을 높였다. 이 때, 이 둘 사이의 결합으로 인해 나중에 사파 잉카의 자리에 오르는 아타우알파가 태어나게 된다. 키토 왕국의 여왕과 잉카 제국의 황제 사이에서 태어난 아타우알파는 당연히 키토 왕국령의 정당한 계승자였고, 후에 우아이나 카팍의 명령에 따라 그 곳을 다스리게 된다.
우아이나 카팍은 에콰도르를 점령한 후 점점 그 곳에 매력을 느꼈고, 끊임없이 남쪽에서 인력과 기술자들을 불러와 그 곳에 새로운 도시들을 세웠다. 당시 제국의 수도는 남쪽에 있던 쿠스코였지만, 우아이나 카팍은 에콰도르에 새로운 제 2의 수도를 건립하려고 했을 정도였다.
잉카 제국의 황제로서, 우아이나 카팍은 에콰도르 지역에 많은 천문대들을 건설하였으며 투메밤바와 같은 요새도시들을 강화하여 제국의 영향력을 확고히 하고자 하였다.
그는 현재 볼리비아에 있는 코차밤바에 2,000여개가 넘는 곡물 저장 창고를 지어 그 곳을 중요한 농경 지역이자 행정 수도로 만드는 데 큰 역할을 하였다. 한편 에콰도르 북쪽에서는, 잉카 제국의 군대가 아마존 분지 일부를 점령하려고 시도하였으나, 원주민들의 극렬한 반격과 기후 탓에 실패하고 물러나야 했다.
우아이나 카팍은 유난히 북부 안데스 산맥의 고산지대를 좋아하였으며 그 곳에 별장을 지어 많은 유희를 즐겼다. 그는 키토에서 사망하였는데, 그의 시신을 미라화하기 위해 쿠스코로 옮기던 중, 그가 에콰도르 지역에서 가장 좋아하던 도시에 잠시 머무르며 그의 영혼을 기렸다.
잉카 제국은 그의 통치 하에 최대 판도를 자랑하며 최전성기를 맞는다. 제국의 영토는 볼리비아, 페루, 아르헨티나, 칠레, 에콰도르에 모두 걸쳐져 있었고, 눈덮인 산맥에서 질퍽한 늪지까지 남아메리카 대륙 서부를 완전히 장악하였다. 그의 정복 활동으로 인해 200개가 넘는 부족, 왕국들이 잉카 제국의 깃발 아래 모였으며, 제국은 서쪽으로는 태평양, 남동쪽으로는 안데스 산맥, 동쪽에는 아마존 우림을 곁에 두었으며, 남북으로 무려 3,500km나 되는 영토를 차지했다.
그는 백성들을 사랑하는 군주였으며, 제국 전역에 도시, 사원, 무덤, 곡물 저장 창고들을 세워 신민들을 보살폈다. 그는 잉카 고유의 건축 양식, 예를 들어 접착제를 사용하지 않고 석재만을 정교하게 깎아 쌓아올리는 건축기법, 계단식 농업 등 다양한 기술들을 각국에 전파하였다. 또한 이 때에 잉카 제국의 도로망이 크게 확장되는데, 이는 얼마 지나지 않아 일어난 스페인인들의 침략에 유용하게 쓰였다.
우아이나 카팍은 1515년에 스페인인들이 대서양을 건너 제국의 영토에 들어왔다는 사실을 처음으로 알게 된다.

## 죽음
우아이나 카팍은 콜롬비아 지역에서의 원정을 끝내고 키토로 돌아오는 동안 갑작스런 고열과 두통에 시달리게 되고, 1524년에 세상을 떠나게 된다. 이는 스페인인들이 바다를 건너오며 함께 옮겨온 천연두, 홍역과 같은 질병들에 잉카인들이 전혀 면역이 되어있지 못했기 때문이었다. 이로 인해 우아이나 카팍 뿐만 아니라 수백만의 잉카인들이 죽음을 맞이하게 되는데, 이들 가운데에는 우아이나 카팍의 형이었던 아퀴 투팍 잉카와, 우아이나 카팍의 공식 후계자였던 니난 쿠유치 등이 있었다. 니난 쿠유치가 우아이나 카팍보다 먼저 세상을 뜨자, 우아이나 카팍은 2명의 아들들에게 제국을 양분하여 주기로 결정하는데, 그가 더 좋아했던 아들이었던 아타우알파에게는 키토를 중심으로 한 제국의 북쪽 부분, 또다른 아들인 우아스카르에게는 쿠스코를 중심으로 한 제국의 남쪽 부분을 주었다. 이와 같은 분할 방식은 전염병의 창궐로 인해 잉카 제국의 국력이 크게 떨어진 당시로서는 최선의 선택처럼 보였으며, 우아스카르가 아타우알파를 공격하기 전까지, 약 4~5년간 제국은 평화롭게 유지되었다.
우아스카르는 당시 쿠스코에 있던 아타우알파를 급습, 감옥에 가두지만, 아타우알파는 그의 아내의 도움을 받아 탈출에 성공하여 키토로 도망치게 된다. 그 곳에서 아타우알파는 점차 우아스카르를 지지하던 장군들을 포섭하고, 군대를 모아 우아스카르를 공격하여 승리를 거두고 그를 감옥에 넣게 된다.

## 미라
모든 잉카 제국의 사파 잉카, 즉 황제들은 죽은 후 시체를 미라화한다. 당연히 우아이나 카팍의 시체 또한 미라화되어 쿠스코의 신전에 모셔지게 되는데, 나중에 스페인인들이 밀고 들어오자 우아이나 카팍의 시종들과 귀족들은 그의 미라를 옮겨 몰래 비밀스러운 신전에 숨기기로 결의하였다. 그러나 1599년에 이 미라는 결국 스페인 군대에 의해 발견되고 말았고, 다른 10여구의 황제들의 미라와 함께 이 미라도 리마에 있던 병원에 전시용으로 옮겨지게 된다. 하지만 미라들은 리마의 상대적으로 습하고 더운 기후에 잘 버틸 수가 없었고, 곧 부패하고 악취를 풍기기 시작하자 스페인인들은 미라들을 모두 불태우거나 땅에 묻어버리게 된다.
나중에 이 병원이 있던 곳에서 고고학자들이 미라의 흔적을 찾기 위해 2001년에 조사를 시작하였으나, 빈 관만 찾고 큰 성과는 내지 못했다.